# Liste der chinesischen Botschafter in Japan
| Ernannt / Akkreditiert | Botschafter                   | Chinesisch | Bemerkung | ernannt von     | akkreditiert bei    | Posten verlassen |
| ---------------------- | ----------------------------- | ---------- | --- | --------------- | ------------------- | ---------------- |
| 30. Sep. 1876          | H Ru-Zhang                    | 何如璋     | | Cixi            | Meiji               | 15. Jan. 1877    |
| 15. Jan. 1877          | He Ru-Zhang                   | 何如璋     | | Cixi            | Meiji               | 2. Dez. 1880     |
| 15. Jan. 1877          | Zhangsi Gui                   | 張斯桂     | | Cixi            | Meiji               | 2. Dez. 1880     |
| 2. Dez. 1880           | Xu Jingcheng                  | 許景澄     | | Cixi            | Meiji               | 5. Apr. 1881     |
| 5. Apr. 1881           | Li Shuchang                   | 黎庶昌     | Li Shu-chang auch Li Shu Chang (* 1837; † 1897) begleitete 1876 die Mission von Guo Songtao als Gesandtschaftsrat nach England, die Mission bereiste Belgien, Schweden, Portugal, Österreich und verfasste die Westzeitschrift.                                                  | Cixi            | Meiji               | 5. Okt. 1884     |
| 5. Okt. 1884           | Xu Chengzu                    | 徐承祖     | [ 2 ] | Cixi            | Meiji               | 23. Juni 1887    |
| 23. Juni 1887          | Li Xingrui                    | 李興銳     | (* 1827; † 1904) aus bescheidenen landwirtschaftlichen Verhältnissen trat kam über den Dienst in der Miliz unter Zeng Guofan 1852 in den Staatsdienst. 2. September 1899 bis 17. November 1900: Gouverneur von Guangxi, 1. September bis 31. Oktober 1904: Viceroy of Liangjiang | Cixi            | Itō Hirobumi        |                  |
| 13. Sep. 1887          | Li Shu Chang                  | 黎庶昌     | (* 1837; † 20. Dezember 1896) 1876 Mitglied der Mission von Guo Songtao nach Europa | Cixi            | Itō Hirobumi        | 9. Sep. 1890     |
| 9. Sep. 1890           | Li Jingfang                   | 李經方     | | Cixi            | Yamagata Aritomo    | 9. Juli 1892     |
| 29. Juli 1891          | Wang Fengzao                  | 汪鳳藻     | | Cixi            | Matsukata Masayoshi | 1892             |
| 9. Juli 1892           | Wang Fengzao                  | 汪鳳藻     | | Cixi            | Itō Hirobumi        | 29. Juli 1894    |
| 1. Aug. 1894           |                               |            | Erster Japanisch-Chinesischer Krieg |                 |                     | Apr. 1895        |
| 10. Juli 1895          | Yu-geng                       | 裕庚       | († 18. Dezember 1905 in Shanghai) Mai 1899 bis 1902 Botschafter in Frankreich | Cixi            | Itō Hirobumi        | 1898             |
| 11. Aug. 1898          | Huang Zunxian                 | 黃遵憲     | | Cixi            | Itō Hirobumi        | 6. Okt. 1898     |
| 18. Sep. 1898          | Li Sheng-to, auch Li Shengduo | 李盛鐸     | | Cixi            | Itō Hirobumi        | 6. Okt. 1898     |
| 6. Okt. 1898           | Li Sheng-to, auch Li Shengduo | 李盛鐸     | | Cixi            | Itō Hirobumi        | 1901             |
| 14. Juli 1901          | Cai Juni                      | 蔡鈞       | | Cixi            | Katsura Tarō        | 1903             |
| 15. Juni 1903          | Yang Shu                      | 楊樞       | [ 5 ] | Cixi            | Katsura Tarō        | 1907             |
| 12. Juli 1907          | Li Jiaju                      | 李家駒     | | Cixi            | Saionji Kimmochi    | 23. März 1908    |
| 23. März 1908          | Hu Weide                      | 胡惟德     | | Puyi            | Katsura Tarō        | 24. Mai 1910     |
| 26. Mai 1910           | Wang Daxie                    | 汪大燮     | | Puyi            | Katsura Tarō        | 1912             |
| 1912                   | Wang Daxie                    | 汪大燮     | Revierment nach der Gründung der Republik, nach der Rückkehr Bildungsminister. | Zhao Bingjun    | Katsura Tarō        | 11. Sep. 1913    |
| 11. Sep. 1913          | Mating Liang                  | 馬廷亮     | Geschäftsträger | Xiong Xiling    | Yamamoto Gonnohyōe  | 9. Dez. 1913     |
| 9. Dez. 1913           | Zhong Lu                      | 陸宗輿     | Bevollmächtigter Minister | Xiong Xiling    | Yamamoto Gonnohyōe  | 30. Juni 1916    |
| 30. Juni 1916          | Liu Chongjie                  | 劉崇杰     | Geschäftsträger | Xu Shichang     | Terauchi Masatake   | 30. Juni 1916    |
| 30. Juni 1916          | Zhang Zongxiang               | 章宗祥     | | Xu Shichang     | Terauchi Masatake   | 10. Juni 1919    |
| 3. Sep. 1919           | Liu Jingren                   | 劉鏡人     | 16. Sep. 1912 bis 26. Feb. 1918: Gesandter in Sankt Petersburg | Gong Xinzhan    | Hara Takashi        | 10. Sep. 1920    |
| 1919                   | Zhuang Jingke                 | 莊景珂     | Geschäftsträger | Gong Xinzhan    | Hara Takashi        | 1920             |
| 10. Sep. 1920          | Hu Weide                      | 胡惟德     | Bevollmächtigter Minister | Sa Zhenbing     | Hara Takashi        | 2. Juni 1922     |
| 1920                   | Wang Hong Nian                | 王鴻年     | Geschäftsträger | Sa Zhenbing     | Hara Takashi        | 1920             |
| 2. Juni 1922           | Wang Rong Bao                 | 汪榮寶     | | Wang Ch'ung-hui | Katō Tomosaburō     | 6. Aug. 1931     |
| 1922                   | Shi Luben                     | 施履本     | | Wang Ch'ung-hui | Katō Tomosaburō     | 19. Jan. 1923    |
| 1925                   | Zhang Yuan Tag                | 張元節     | Geschäftsträger | Xu Shiying      | Kiyoura Keigo       | 1926             |
| 8. Nov. 1931           | Chiang Tso-pin                | 蔣作賓     | | Chiang Kai-shek | Wakatsuki Reijirō   | 17. Mai 1935     |
| 7. Mai 1935            | Chiang Tso-pin                | 蔣作賓     | | Chiang Kai-shek | Okada Keisuke       | 8. Feb. 1938     |
| 8. Feb. 1936           | Xu Shiying                    | 許世英     | | Chiang Kai-shek | Hirota Kōki         | 20. Jan. 1938    |
| 7. Juli 1937           |                               |            | Zweiter Japanisch-Chinesischer Krieg |                 |                     | 9. Sep. 1945     |
| 22. Dez. 1940          | Chu Minyi                     | 褚民谊     | | Wang Jingwei    | Yonai Mitsumasa     |                  |
| 2. Okt. 1941           | Xu Liang                      | 徐良       | | Wang Jingwei    | Konoe Fumimaro      |                  |
| 31. März 1943          | Cai Pei                       | 蔡培       | | Wang Jingwei    | Konoe Fumimaro      |                  |
| 1944                   | Lian Yu                       | 廉隅       | | Wang Jingwei    | Konoe Fumimaro      | 23. Mai 1945     |
| Okt. 1932              | Bao Guancheng                 | 鲍观澄     | | Zheng Xiaoxu    | Saitō Makoto        |                  |
| 26. Apr. 1933          | Ding Shiyuan                  | 丁士源     | | Zheng Xiaoxu    | Saitō Makoto        |                  |
| 19. Juni 1935          | Xie Jishi                     | 謝介石     | | Zhang Jinghui   | Okada Keisuke       | 6. Juni 1937     |
| 23. Juni 1936          | Ruan Zhenduo                  | 阮振鐸     | | Zhang Jinghui   | Hirota Kōki         | Dez. 1940        |
| 6. Dez. 1940           | Li Shaogeng                   | 李紹庚     | Botschafter von Mandschukuo in Tokio | Zhang Jinghui   | Yonai Mitsumasa     |                  |
| 29. Sep. 1942          | Wang Yunqing                  | 王允卿     | | Zhang Jinghui   | Konoe Fumimaro      |                  |
| 1952                   | Hollington Tong               | 董顯光     | | Chen Cheng      | Yoshida Shigeru     | 1956             |
| 1956                   | Yorkson C. T. Shen            | 沈覲鼎     | | Yu Hung-Chun    | Ishibashi Tanzan    | 1959             |
| 1959                   | Chang Li-sheng                | 張厲生     | | Chen Cheng      | Kishi Nobusuke      | 1963             |
| 1964                   | Wei Tao-ming                  | 魏道明     | | Yen Chia-kan    | Satō Eisaku         | 1966             |
| 1966                   | Chen Chih-mai                 | 陈之迈     | (* 23. August 1908 † 8. November 1978) Botschafter der Republik China in Tokio | Yen Chia-kan    | Satō Eisaku         | 1969             |
| 1969                   | Peng Meng Ji                  | 彭孟緝     | (* 12. September 1907 † 19. Dezember 1997) Botschafter der Republik China in Tokio | Yen Chia-kan    | Satō Eisaku         | 1972             |
| 1964                   | So npínghuà                   | 孙平化     | Leiter der Handelsvertretung der Volksrepublik China in Tokio, kehrte nach seinem Heimaturlaub im April 1967, nicht nach Tokio zurück. | Zhou Enlai      | Satō Eisaku         | Apr. 1967        |
| Apr. 1967              | Zhao Zirui                    | 赵自瑞     | Leiter der Handelsvertretung der Volksrepublik China in Tokio | Zhou Enlai      | Satō Eisaku         |                  |
| 1969                   | Xu Zongmao                    | 许宗茂     | Leiter der Handelsvertretung der Volksrepublik China in Tokio | Zhou Enlai      | Satō Eisaku         |                  |
| Mai 1972               | Xiao Xiàng Qián               | 萧向前     | Leiter der Handelsvertretung der Volksrepublik China in Tokio | Zhou Enlai      | Tanaka Kakuei       | 28. Juli 1972    |
| 1. Apr. 1973           | Chen Chu                      | 陈楚       | 1966 Botschafter in Ghana, 1977–1980: ständiger Vertreter der Regierung der Volksrepublik China beim UN-Hauptquartier | Zhou Enlai      | Tanaka Kakuei       | 2. Dez. 1976     |
| 24. Okt. 1977          | Fu Hao                        | 符浩       | 1974–1977: Botschafter in Hanoi | Hua Guofeng     | Fukuda Takeo        | 26. Nov. 1981    |
| 26. Nov. 1981          | Song Zhiguang                 | 宋之光     | 1970–1972: Botschafter in Berlin, 1972–1977: Ambassador to the Court of St James’s | Zhao Ziyang     | Suzuki Zenkō        | 29. Sep. 1985    |
| 29. Sep. 1985          | Zhang Shu                     | 章曙       | 1983–1985: Botschafter in Brüssel | Zhao Ziyang     | Nakasone Yasuhiro   | 4. Juni 1988     |
| 4. Juni 1988           | Yang Zhenya                   | 杨振亚     | 1970–1971: Botschafter in Warschau, 1972–1973: Botschafter in Ottawa, 1973–1977: Botschafter in Mexiko-Stadt, 1977–1980: Botschafter in Kairo, 1979–1982: Botschafter in Dschibuti, 1980–1983: Botschafter in Paris                                                              | Li Peng         | Takeshita Noboru    | 15. Apr. 1993    |
| 15. Apr. 1993          | Xu Dunxin                     | 徐敦信     | | Li Peng         | Hosokawa Morihiro   | 23. Juni 1998    |
| 23. Juni 1998          | Chen Jian                     | 陈健       | | Zhu Rongji      | Obuchi Keizō        | 8. Aug. 2001     |
| 8. Aug. 2001           | Wu Dawei                      | 武大伟     | | Zhu Rongji      | Koizumi Jun’ichirō  | 14. Okt. 2004    |
| 14. Okt. 2004          | Wang Yi                       | 王毅       | Am 16. September 2004 akkreditiert | Wen Jiabao      | Koizumi Jun’ichirō  | 30. Sep. 2007    |
| 30. Sep. 2007          | Cui Tiankai                   | 崔天凯     | | Wen Jiabao      | Fukuda Yasuo        | 9. März 2010     |
| 9. März 2010           | Cheng Yonghua                 | 程永华     | Am 23. März 2010 akkreditiert. | Wen Jiabao      | Kan Naoto           |                  |